# Альрауне (фільм, 1928)
«Альрау́не» (нім. Alraune) — німецький (Веймарська республіка) німий науково-фантастичний фільм жахів 1928 року, поставлений режисером Генріком Галеєном за романом Ганса Гайнца Еверса 1911 року «Альрауне. Історія однієї живої істоти».

## Сюжет
Професор-генетик Якоб тен-Брінкен (Пауль Вегенер), наслідуючи древні магічні повір'я, створює з кореня мандрагори дівчину Альрауне (Бригітта Гельм) — істоту, яка не обтяжена спадковістю та приносить удачу тим, хто перебуває поряд з нею. Він віддає її на виховання до пансіону. Коли Альрауне дорослішає, вона втікає з пансіону із закоханим в неї юнаком і потім змушує його приєднатися до мандрівної циркової трупи.
Декілька років по тому професор знаходить її та каже молодій жінці, яка його геть не пам'ятає, що він її батько. Заінтригована таємницею свого походження, Альрауне знаходить наукові записи тен-Брінкена, з яких дізнається правду. Довідавшись, що вона взагалі не людина, дівчина шокована та вирішує помститися професорові, який поступово починає ставитися до неї вже не як до доньки, а як до коханки. Вона примушує тен-Брінкена постійно ревнувати, а потім кидає його під час гри в рулетку, забравши з собою і його везіння. Професор, який зрозумів, що не зможе утримати Альрауне, впадає в безумство і намагається її вбити, але дівчину рятує єдина людина, яку вона дійсно змогла полюбити — племінник професора Франк Браун.

## У ролях
| • Бригітта Гельм    | … | Альрауне                  |
| • Пауль Вегенер     | … | професор Якоб тен-Трінкен |
| • Іван Петрович     | … | Франк Браун               |
| • Вольфганг Цильцер | … | Вольфчен                  |
| • Луїс Ральф        | … | володар                   |
| • Ганс Тратнер      | … | приборкувач               |
| • Джон Лодер        | … | віконт                    |
| • Міа Панкау        | … | повія                     |
| • Валеска Герт      | … | дівчина на алеї           |
| • Георг Джон        | … | вбивця                    |

## Знімальна група
- Автор сценарію — Генрік Галеєн за романом «Альрауне. Історія однієї живої істоти» Ганса Гайнца Еверса (1911)
- Режисер-постановник — Генрік Галеєн
- Продюсер — Гельмут Шрайбер
- Оператор — Франц Планер
- Композитор — Віллі Шмідт-Гентнер
- Художник-постановник — Макс Гейлброннер, Вальтер Рейман

## Додаткові факти
- Фільм був другою німецькою екранізацією роману — перша, що не мала тривалого успіху, була поставлена у 1918 році.
- Прем'єра фільму в Німеччині відбулася в Берліні 25 січня 1928.
- Два роки потому, в 1930-му, вийшла нова звукова екранізація, де роль Альрауне знову зіграла Бригітта Гельм.
- Загалом існує п'ять екранізацій роману Ганса Гайнца Еверса, остання (і найбільш близька до тексту роману, але все одно неповна) знята в 1950 році у ФРН режисером Артуром Марією Рабенальтом з Гільдеґард Кнеф у головній ролі.